# 井土周磐
井土 周磐（いど しゅうばん、天明2年（1782年） - 文久2年6月（1862年）は、江戸時代後期の儒学者（朱子学派）、教育者。号は学圃。字（あざな）は鴻漸。通称は左市、晩年は再稚と称す。福岡藩藩儒。

## 経歴
福岡藩士喜多岡元賢の二男として筑前国に生まれる。幼少より井土周徳（南山）に学び、その婿養子となる。寛政12年（1800年）周徳が没し、その家督を継ぎ藩儒となる。
文化3年（1806年）福岡藩の藩校修猷館の準訓導となる。文化5年（1808年）藩に請うて京都に遊学し、経書と歴史を若槻幾斎に学ぶ。朱子学を研修した。帰藩後、修猷館の訓導となり、次いで支藩の秋月藩の藩校に出張講師として講説する。文化11年（1814年）福岡藩藩主黒田斉清の伴読となる。
文政2年（1819年）修猷館の総受持助（副督学、助教）となったが、間もなくその行蹟が藩の忌諱に触れ、文政4年（1821年）免職となり、閑居10余年。その間専ら著作に従事する。その著『博愛心鑑諺解』が、幕府の嘉賞に預かり、天保8年（1837年）再び助教に任命され、安政7年（1860年）に致仕した。